# Degeröholmen
Degeröholmen är ett kommunalt naturreservat i Luleå kommun i Norrbottens län.
Området är naturskyddat sedan 2004 och är 0,4 kvadratkilometer stort. Reservatet omfattar södra delen av Degerön, i Lule skärgård. Reservatet består av granskog med inslag av lövträd och strandängar.